# The Triumph of Lester Snapwell
Pour plus de détails, voir Fiche technique et Distribution.
The Triumph of Lester Snapwell est un court métrage américain de James Calhoun avec Buster Keaton, réalisé en 1963. Il s'agit d'un court métrage publicitaire pour l'appareil photo Instamatic 100, produit de la compagnie Kodak.

## Fiche technique
- Producteur : Eastman Kodak Company
- Langue : anglais

## Distribution
- Buster Keaton : Lester Snapwell
- Sigrid Nelsson : Clémentine
- Nina Varela : la mère de Clémentine